# دانيال فيغا
دانيال فيغا (بالإنجليزية: Danielle Vega)‏ هي ممثلة أمريكية، ولدت في 4 فبراير 1986 في أتلانتا في الولايات المتحدة.

## وصلات خارجية
- دانيال فيغا على موقع IMDb (الإنجليزية)
- دانيال فيغا على موقع ألو سيني (الفرنسية)
- دانيال فيغا على موقع أول موفي (الإنجليزية)
- دانيال فيغا على موقع قاعدة بيانات الفيلم (الإنجليزية)